# クルト・ボウワ
クルト・ボウワ（Curt Bois、1901年4月5日 - 1991年12月25日）は、ドイツの俳優。

## 来歴
ベルリン出身。ユダヤ系であったボウワは1934年、ナチ党の迫害を恐れアメリカに渡った。初めはブロードウェイで働き、1937年にハリウッドに移った。1991年12月25日、ベルリンで死去。

## 主な出演作品
- 牡蠣の王女 Die Austernprinzessin (1919)
- 聖林ホテル Hollywood Hotel (1937)
- 夜は巴里で Gold Diggers in Paris (1938)
- カサブランカ Casablanca (1942)
- サラトガ本線 Saratoga Trunk (1945)
- 凱旋門 Arch of Triumph (1948)
- ベルリン・天使の詩 Der Himmel über Berlin (1987)